# 관동 (식물)
관동(款冬, 학명: Tussilago farfara 투실라고 파르파라[*])은 국화과 관동속(款冬屬, 학명: Tussilago 투실라고[*])에 속하는 유일한 식물이다.

## 분포
아시아, 유럽, 아프리카, 오세아니아 및 북아메리카에 분포한다. 동아시아(중국), 중앙아시아(우즈베키스탄, 카자흐스탄, 키르기스스탄, 타지키스탄, 투르크메니스탄), 남아시아(아프가니스탄, 인도), 서남아시아(레바논, 시리아, 이란, 터키), 캅카스(아르메니아, 아제르바이잔, 조지아), 동남유럽(그리스, 루마니아, 마케도니아 공화국, 몬테네그로, 보스니아 헤르체고비나, 불가리아, 세르비아, 슬로베니아, 알바니아, 크로아티아, 키프로스), 동유럽(라트비아, 러시아, 리투아니아, 몰도바, 벨라루스, 에스토니아, 우크라이나), 북유럽(노르웨이, 덴마크, 스웨덴, 페로 제도, 핀란드), 서유럽(네덜란드, 벨기에, 영국), 중앙유럽(독일, 스위스, 슬로바키아, 오스트리아, 체코, 폴란드, 헝가리), 남유럽(스페인, 이탈리아, 프랑스), 북아프리카(모로코, 알제리)가 원산지이다.

## 사진 갤러리

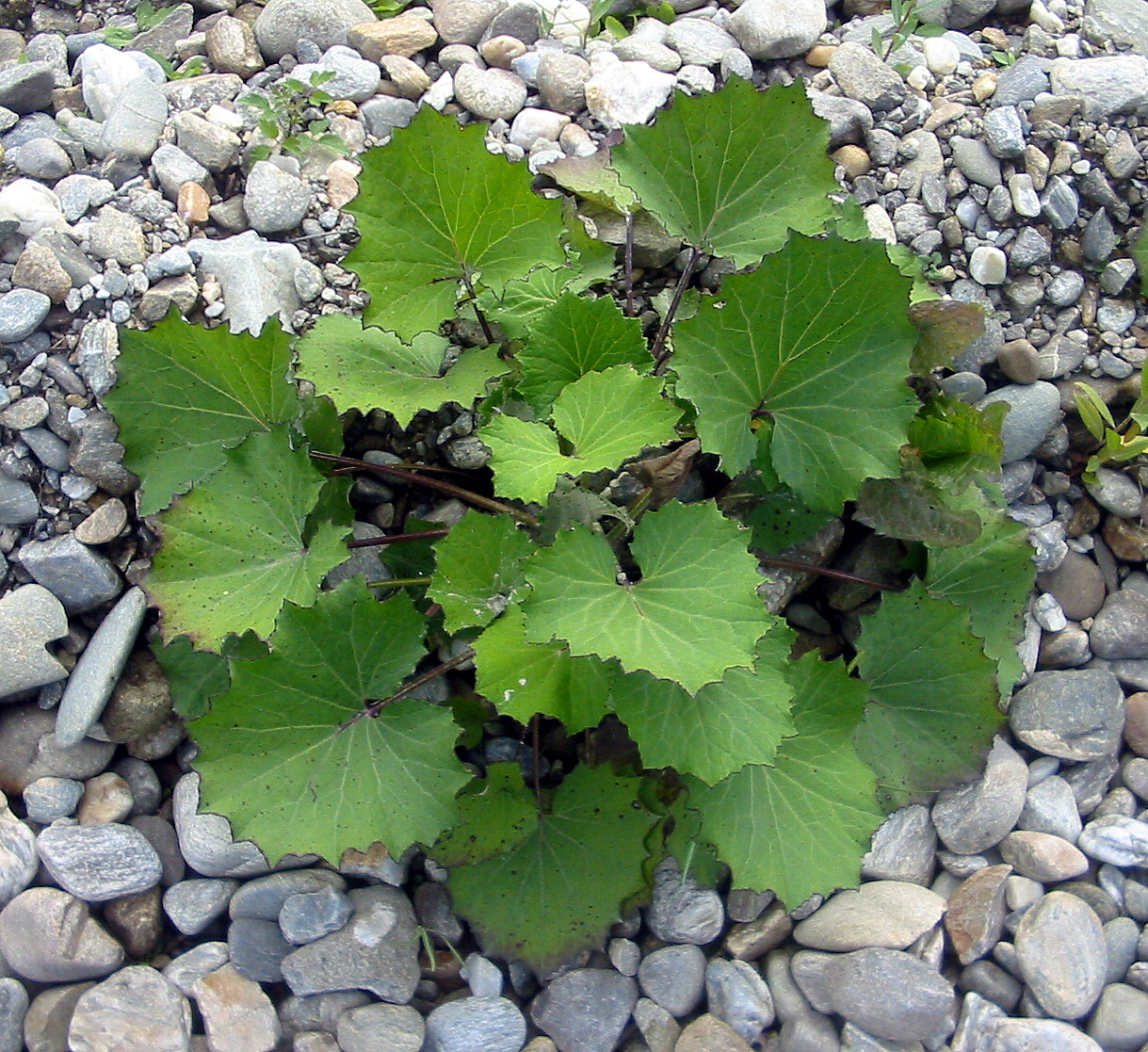
잎